# Estońska Formuła 3 Sezon 1980
1980 – trzynasty sezon Estońskiej Formuły 3.
O mistrzostwie decydował rozgrywany 9 sierpnia wyścig na torze Bikernieki, który wyłaniał również mistrza Litwy i mistrza Łotwy. Jego zwycięzcą i mistrzem Estonii został Edgar Aavik.

## Wyniki wyścigu na torze Bikernieki
| P  | Nr | Kierowca | Konstruktor              | Okr.                 | Czas / Strata | Komentarz |  |
| -- | -- | -------- | ------------------------ | -------------------- | ------------- | --------- |  |
| 1  |    |          | Edgar Aavik              | Estonia-Łada         |               |           |  |
| 2  |    |          | Avo Soots                | Estonia-Łada         |               |           |  |
| 3  |    |          | Sergejs Pugačs           | Estonia-Łada         |               |           |  |
| 4  |    |          | Hugo Jurševskis          | Estonia-Łada         |               |           |  |
| 5  |    |          | Vigintas Juška           | Estonia-Łada         |               |           |  |
| 6  |    |          | Rein Lant                | Tallept Estonia-Łada |               |           |  |
| 7  |    |          | Andrunas Bernotavičius   | Estonia-Łada         |               |           |  |
| 8  |    |          | Villu Pikkoia            |                      |               |           |  |
| 9  |    |          | Aivars Ivans             | Estonia-Łada         |               |           |  |
| 10 |    |          | Egils Melbiksis          |                      |               |           |  |
| 11 |    |          | Vaidas Žentelis          |                      |               |           |  |
| 12 |    |          | Valdemaras Taraškevičius |                      |               |           |  |
| 13 |    |          | Igor Jakowlew            | Estonia-Łada         |               |           |  |
| P  | Nr | Kierowca | Konstruktor              | Okr.                 | Czas / Strata | Komentarz |  |

## Klasyfikacja mistrzostw Estonii
| Poz. | Kierowca      | Zespół        |
| ---- | ------------- | ------------- |
| 1    | Edgar Aavik   | Kalev Tallinn |
| 2    | Avo Soots     | Kalev Tallinn |
| 3    | Rein Lant     | Kalev Tallinn |
| 4    | Villu Pikkoia | DOSAAF Harju  |